# Campylaspis cousteaui
Campylaspis cousteaui är en kräftdjursart som beskrevs av Petrescu 1990. Campylaspis cousteaui ingår i släktet Campylaspis och familjen Nannastacidae. Inga underarter finns listade i Catalogue of Life.